# National Defense Service Medal
La National Defense Service Medal (NDSM) est une décoration militaire des États-Unis d’Amérique.

## Historique
| Guerre de Corée    | 27 juin 1950 – 27 juillet 1954 |
| Guerre du Viêt Nam | 1 Janvienr 1961 – 14 août 1974 |
| Guerre du Golfe    | 2 août 1990 – 30 novembre 1995 |
| Guerre d'Irak      | 11 septembre 2001 – présent    |

La médaille de la Défense nationale est accordé à toute personne qui sert en service actif dans l'armée des États-Unis pendant les périodes ci-dessus :
Pour le service de la guerre du Golfe, les membres de la Réserve militaire (en règle) ou de la Garde nationale ont été initialement attribués le NDSM lorsqu'ils sont appelés au service actif.